# Rhodes State Office Tower
Der James A. Rhodes State Office Tower, häufiger nur Rhodes State Office Tower, ist ein Wolkenkratzer in Columbus, Ohio. Er ist 191 Meter (629 Fuß) hoch und besitzt 41 Stockwerke. Seit seiner Fertigstellung im Jahr 1973 ist es das höchste Gebäude der Stadt und das fünfthöchste im Staate Ohio hinter dem Key Tower, dem Terminal Tower, dem BP Tower in Cleveland und dem Great American Tower in Cincinnati.
Das Gebäude dient dem Staat Ohio und bietet momentan 4000 Personen Arbeitsplätze. Zur Zeit des Baus beliefen sich die Kosten auf geschätzt 66 Mio. US-$. Der Name geht auf den am längsten amtierenden Gouverneur Ohios, Jim Rhodes, zurück. Die etwas eigenartige Form des Gebäudes ist auf die Entscheidung, die Höhe zu reduzieren, zurückzuführen, während die Arbeiten schon weit vorangeschritten waren. Ursprünglich sollte das Gebäude knapp 46 Meter höher sein.
Der Turm bietet etwa 110.000 m² Büroflächen. Unter anderem waren hier der Ohio Supreme Court untergebracht, welcher aber im Jahre 2004 in ein eigenes Gebäude umzog. Es wurde direkt neben dem historisch bedeutenden LeVeque Tower errichtet, welches gleichzeitig das zweithöchste Gebäude der Stadt ist. Auf dem Grundstück stand ursprünglich das „The Board of Trade Building“, welches 1969 abgerissen wurde, um dem Turm Platz zu machen.